# ألكسندر سيميتش
ألكسندر سيميتش هو لاعب كرة قدم صربي في مركز الهجوم، ولد في 31 يناير 1980 في Ljubovija ‏ في صربيا. لعب مع أوفي كريت وراد بيوغراد ونادي أو إف كيه بيوغراد ونادي إستر ونادي لاريسا.

## وصلات خارجية
- ألكسندر سيميتش على موقع قاعدة بيانات كرة القدم.إي يو (الإنجليزية)
- ألكسندر سيميتش على موقع Soccerway.com (الإنجليزية)